# El Kennar Nouchfi
El Kennar Nouchfi (în arabă القنار نشفي) este o comună din provincia Jijel, Algeria.
Populația comunei este de 15.852 de locuitori (2008).